# 宾夕法尼亚州东南地区交通局
宾夕法尼亚州东南地区交通局（英語：Southeastern Pennsylvania Transportation Authority，簡稱SEPTA），是运营美国宾夕法尼亚州费城及其周边地区地铁、轻轨及有轨电车、无轨电车、巴士、通勤铁路等各种公共交通的管理机构。是美国除了运营波士顿地区公共交通系统的马萨诸塞湾交通局以外，另外一个运营范围几乎涵盖了各种交通工具的交通局。但是，该局不负责运营横跨宾夕法尼亚州及新泽西州的PATCO Speedline，该线路由特拉华河港务局运营管理。

## 有轨电车
- 10，11，13，34，36路：高密度发车线路。于西费城行驶于路面，从大学城开始进入隧道，经30街火车站到费城市中心City Hall。途经卓克索大学，宾夕法尼亚大学，30街火车站，费城市中心金融区，费城市政厅等重要地点。在15th St可换乘地铁橙线（Broad Street Line），在11th St站可换乘地铁市场-法兰克福线前往独立国家历史公园，费城铸币局，Penn's Landing等地标
- 15路：行走于Girard Ave的老式有轨电车，途经费城动物园。在Girard站接驳地铁橙线（Broad Street Line）
- 101，102路：起始于69街交通中心，共线行驶一段后分叉，向费城西南郊区行驶。高峰期各自每15分钟一班，平峰30分钟一班